# 黄集镇 (襄阳市)
黄集镇，是中华人民共和国湖北省襄阳市襄州区下辖的一个乡镇级行政单位。

## 行政区划
黄集镇下辖以下地区：
黄府巷社区、前进路社区、芙蓉路社区、马集社区、彭王村、太山村、李楼村、大王村、长王村、温岗村、王庄村、陶家村、耿寨村、陶庄村、耿坡村、黄集村、胡岗村、毛岗村、后薛村、程营村、薛刘村、薛集村、姚刘村、三王村、田湾村、董王村、刘坡村、中郭村、彭梁村、易岗村、寨子村、李冲村、罗湾村、姜岗村、姚店村、施吴村、黄营村、吴楼村、青山村、富庄村和清凉寺村。